# Comtat de Donegal
El comtat de Donegal (pron.: /ˈdʌnɨɡɔːl/ o /ˌdʌnɨˈɡɔːl/; en gaèlic irlandès: "Contae Dhún na nGall" o "Tír Chonaill") és un comtat de la província de l'Úlster (República d'Irlanda), dels que no formen part d'Irlanda del Nord. També fou conegut com a comtat de Tyrconnel (gaèlic: Tír Chonaill). La ciutat principal n'és Letterkenny. Limita al nord i a l'oest amb l'oceà Atlàntic, a l'est i sud amb Irlanda del Nord als seus comtats de Derry, Tyrone i Fermanagh, alhora que toca pel sud el comtat de Leitrim, a la República d'Irlanda.

## Geografia
El comtat de Donegal es caracteritza pel seu relleu de turons poc elevats i un litoral molt retallat. Els penya-segats de Slieve League són els segons més alts d'Europa. Malin Head és el punt més septentrional d'Irlanda. El clima és temperat i està dominat per la influència del corrent del Golf, que provoca estius frescos i hiverns freds i humits. En alta mar, dues illes estan habitades de manera permanent: Arranmore i Tory.

## Ciutats del comtat
- Ardara
- Ballybofey, Ballyshannon, Buncrana, Bundoran, Burtonport
- Carndonagh, Clonmany
- Donegal, Dunfanaghy, Dungloe
- Glenties, Gleann Cholm Cille, Greencastle, Gaoth Dobhair
- Killybegs
- Letterkenny, Lifford
- Milford, Moville, Muff
- Rathmullan
- Stranorlar

## Situació de l'irlandès

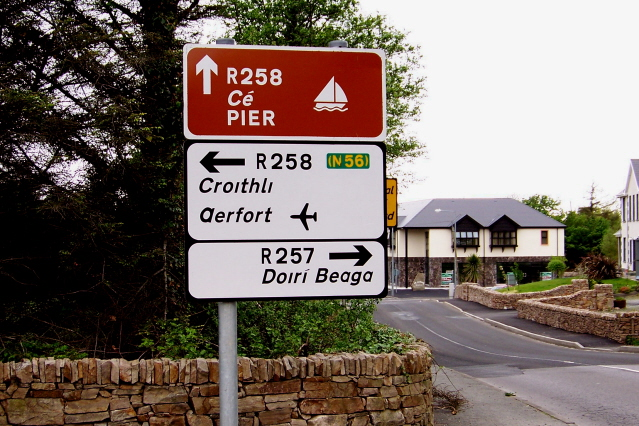
Senyals en irlandès a la gaeltacht Gaoth Dobhair

Bona part del comtat ha esdevingut un bastió de la cultura gaèlica i de l'irlandès; el comtat té la segona Gaeltacht més gran d'Irlanda amb 24.744 habitants, el 16% de la població del comtat viu a la Gaeltacht.
Hi ha uns 25.000 parlants d'irlandès al comtat de Donegal. Segons el cens de 2011, uns 17.132 afirmen poder parlar irlandès a la Gaeltacht de Donegal. Hi ha 1.005 alumnes a les 5 Gaelscoileanna i 2 Gaelcholáistí a la resta del comtat. Hi ha tres parròquies gaeloparlants: Gaoth Dobhair, The Rosses i Cloughaneely. Altres zones de parla irlandesa inclouen Gaeltacht an Láir: Glencolmcille, Fanad i Rosguill, les illes d'Aranmore, Tory Island i Inishbofin.
Gaoth Dobhair és la parròquia més gran gaeloparlants amb uns 4.000 habitants. Totes les escoles de la zona tenen l'irlandès com a llengua d'instrucció. Un dels col·legis de la NUIG, Acadamh na hOllscolaíochta Gaeilge, té seu a Gaoth Dobhair.

## Personatges il·lustres
- Altan
- Enya, cantant.
- Rory Gallagher, músic de blues.
- Columba d'Iona.
- Peadar O'Donnell, socialista irlandès.
- Clannad.